# حادثه (خواننده)
حادیثه آچیک‌گوز (به ترکی استانبولی: Hadise Açıkgöz؛ زادهٔ ۲۲ اکتبر ۱۹۸۵ در بلژیک) خواننده، ترانه‌سرا، تهیه‌کننده، رقصنده و مجری بلژیکی-ترکیه‌ای است.
او به عنوان دختر خانواده ای اهل سیواس در پردیس مول بلژیک به دنیا آمد و بزرگ شد. پس از شرکت در مسابقه Idool 2003 در سال ۲۰۰۳، با دریافت پیشنهاد آلبوم، مقدمات اولین آلبوم خود را آغاز کرد. او در بلژیک و ترکیه با آهنگ " Stir Me Up " از اولین آلبوم استودیویی‌اش عرق، که در سال ۲۰۰۵ منتشر شد، شناخته شد. پس از اینکه مطبوعات ترکیه به او علاقه‌مند شدند، کار خود را به ترکیه نقل مکان کرد.

## زندگی‌نامه
حادیثه در سال ۱۹۸۵ در شهر مول به دنیا آمد. پدر او تُرک و مادرش از تبار ترک‌های کوموک داغستان است که از شهر سیواس به بلژیک مهاجرت کرده‌اند. نام او قبل از تولد، توسط پدر و مادربزرگش انتخاب شده بود و به معنای واقعه و رویداد است. حادیثه وقتی که ۱۱ ساله بود مادر و پدرش از یکدیگر جدا شدند. او دو خواهر به نام‌های هولیا و دریا و یک برادر به نام مورات دارد و فرزند دوم خانواده‌است.

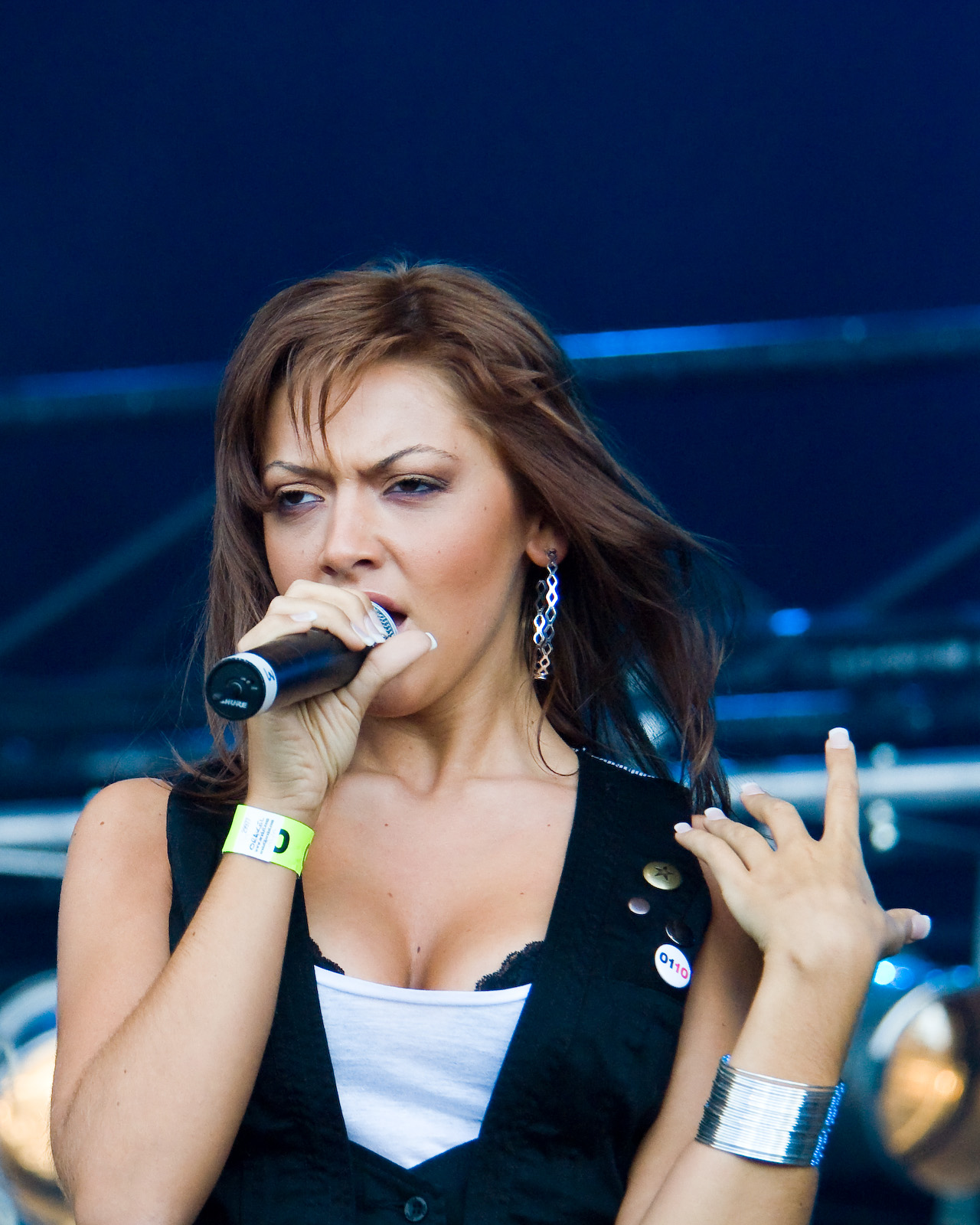
حادیثه در شهر خنت، بلژیک، در نوامبر ۲۰۰۶

## شرکت در یوروویژن
حادیثه در سال ۲۰۰۷ در مصاحبه‌ای گفت پس از آنکه بهترین دوستش، کیت رایان، نتوانسته بود جواز شرکت در مسابقات یوروویژن را به دست آورد، قصد ندارد که در این مسابقات شرکت کند. اما در سال ۲۰۰۸ با ابراز تمایل نسبت به شرکت در این مسابقات اعلام داشت که کرسی نمایندگی ترکیه را در یوروویژن به عهده خواهد گرفت و در آن دوره از رقابت‌ها ثبت نام کرد. حادیثه با آهنگ «Düm Tek Tek» در یوروویژن ۲۰۰۹ شرکت کرد و با امتیاز نهایی ۱۷۷ رتبهٔ چهارم را کسب کرد.

## کارهای تلویزیونی
حادیثه در سال ۲۰۰۶ برنامه ستاره پاپ ترکیه (به ترکی استانبولی: Popstar Türkiye) (نسخه ترکی Popstar) ارائه کرد که حدود ۲۰ میلیون بیننده در هفته داشت. حادیثه علاوه بر دستاوردهای موسیقایی‌اش نیز نسخه بلژیکی ایکس فکتور را در سال ۲۰۰۸ را ارائه کرد و از سال ۲۰۱۱ تا کنون داور برنامه او سس ترکیه (نسخه ترکی مسابقه صدا) است.
حادیثه، مراد بز، ابرو گوندش و بیازیت اوزتورک داوران این مسابقه هستند.

## کارهای داوطلبانه
حادیثه به نفع بیماران سرطانی در کشور بلژیک به همراه بعضی از هنرمندان معروف بلژیکی کنسرتی را برگزار کرد که یک میلیون یورو حاصل فروش بلیت آن برنامه شد.

## زندگی شخصی
حادیثه در ۳۰ آوریل ۲۰۲۲ با تاجری به نام مهمت دینچرلر در کاخ چراغان ازدواج کرد. او در ۱۵ سپتامبر ۲۰۲۲ درخواست طلاق داد، که روند رسمی شدن طلاق آنها در ۳۰ سپتامبر ۲۰۲۲ نهایی شد.

## آلبوم‌شناسی

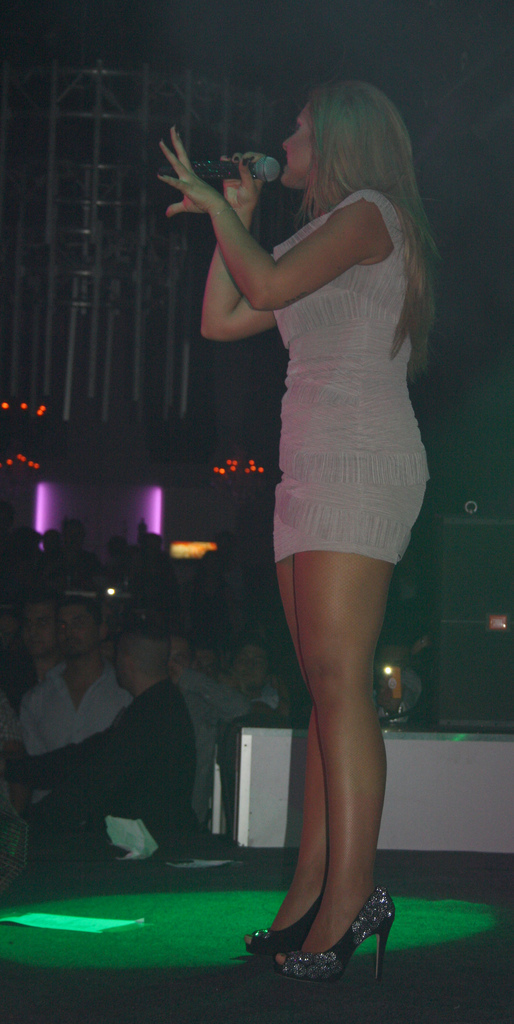

- ۲۰۰۵: عرق
- ۲۰۰۸: حادثه
- ۲۰۰۹: زندگی سریع
- ۲۰۰۹: قهرمان
- ۲۰۱۱:  عشق چه سایزی می‌پوشد؟
- ۲۰۱۴: توصیه
- ۲۰۱۷: پیروز
- ۲۰۲۱: من به عشق وابسته شدم